# Costus glaucus
Costus glaucus är en enhjärtbladig växtart som beskrevs av Paulus Johannes Maria Maas. Costus glaucus ingår i släktet Costus och familjen Costaceae. Inga underarter finns listade.